# Tadas Daugirdas
Tadas Daugirdas, en rus Тадас Даугирдас, (Torbin, Nóvgorod, 10 de març de 1852 - Kaunas, 1 de novembre de 1919) va ser un pintor, arqueòleg i historiador lituà. Va estudiar a Vílnius, Sant Petersburg i Múnic. A partir de 1876, va anar a la província de Kaunas, on es va establir. Exposà pintures a Varsòvia, majoritàriament paisatges, i rarament escenes de gènere.